# Пелагея (співачка)
Пелагея Сергіївна Хáнова (при народженні — Поліна Сергіївна Смирнова, сценічне ім'я — Пелагея; нар. (14 липня 1986, Новосибірськ) — фольк-рок-співачка, засновниця і солістка групи «Пелагея». Репертуар співачки складають, в основному, пісні російського фольклору, аранжовані у фолк-рок стилі. Підтримує путінський режим та війну Росії проти України, 6 січня 2023 року внесена до санкційного списку РНБО України[уточнити]. 
У серпні—вересні 2020 року незаконно відвідала окуповану АР Крим для участі у зніманнях КВН.
З 7 січня 2023 року перебуває під санкціями РНБО за антиукраїнську діяльність.

## Біографія
У 8 років Пелагея вступила без іспитів у спецшколу при Новосибірській консерваторії і стала першою ученицею-вокалісткою за 25-річну історію школи.
У 10 років підписала контракт з фірмою «Філі», переїхала до Москви. Навчалася в музичній школі при Інституті ім. Гнєсіних в Москві, а також в школі № 1113 з поглибленим вивченням музики і хореографії. Стипендіат фонду «Юні дарування Сибіру». Учасниця міжнародної програми ООН «Нові імена Планети». Брала участь як в офіційних заходах: різних самітах — зустрічах глав держав і т. д.
1997 року стала учасницею команди КВК Новосибірського державного університету.
У 2000 році створила групу, яка згодом стала називатися її ім'ям.

## Дискографія
- 1999 — Любо! (сингл)
- 2003 — Пелагея
- 2004 — Ріпа (сингл)
- 2006 — Сингл (сингл)
- 2007 — Дівочі пісні
- 2009 — Тропи (сингл)
- 2009 — Тропи

## Особисте життя
У 2010-2012 роках була одружена з режисером Comedy Woman Дмитром Юхимовичем.
У 2016 році одружилася з російським хокеїстом Іваном Телегіним; у 2017 році народила дочку Таїсію. Наприкінці 2019 року Пелагея оголосила про розставання з чоловіком через його зради, 26 травня 2020 року подала документи до суду на розірвання шлюбу.

## Кримінальне переслідування
У 2021 році прокуратура АР Крим та міста Севастополя відкрила кримінальне провадження за протиправні дії, які кваліфіковано за ч. 2 ст. 332-1 КК України, досудове розслідування буде здійснюватися СУ ГУ СБУ в АР Крим за фактом незаконного в’їзду/виїзду росіян на окупований півострів.

## Санкції
7 січня 2023 року, на тлі вторгнення Росії в Україну, внесена до санкційних списків України.